# Eutrichota geomyis
Eutrichota geomyis este o specie de muște din genul Eutrichota, familia Anthomyiidae, descrisă de Griffiths în anul 1984. Conform Catalogue of Life specia Eutrichota geomyis nu are subspecii cunoscute.